# Frydendal Sogn
Frydendal Sogn 
ist eine Kirchspielsgemeinde (dän.: Sogn)
auf der Insel Sjælland im südlichen Dänemark.
Bis 1970 gehörte sie zur Harde Tuse Herred im damaligen Holbæk Amt, danach zur Tornved Kommune im Vestsjællands Amt, die im Zuge der  Kommunalreform zum 1. Januar 2007 in der Holbæk Kommune in der Region Sjælland aufgegangen ist. Am 2. Dezember 2012 wurde Frydendal Sogn mit dem westlich benachbarten Skamstrup Sogn zum Skamstrup-Frydendal Sogn zusammengelegt.
Im Kirchspiel lebten am 1. Oktober 2012 57 Einwohner, im Skamstrup Sogn 1724.
Im Kirchspiel liegt die Kirche „Frydendal Kirke“.
Nachbargemeinden waren im Norden Mørkøv Sogn, im Osten Sønder Jernløse Sogn und Søndersted Sogn, im Süden Undløse Sogn und im Westen Skamstrup Sogn.